# Flaviales

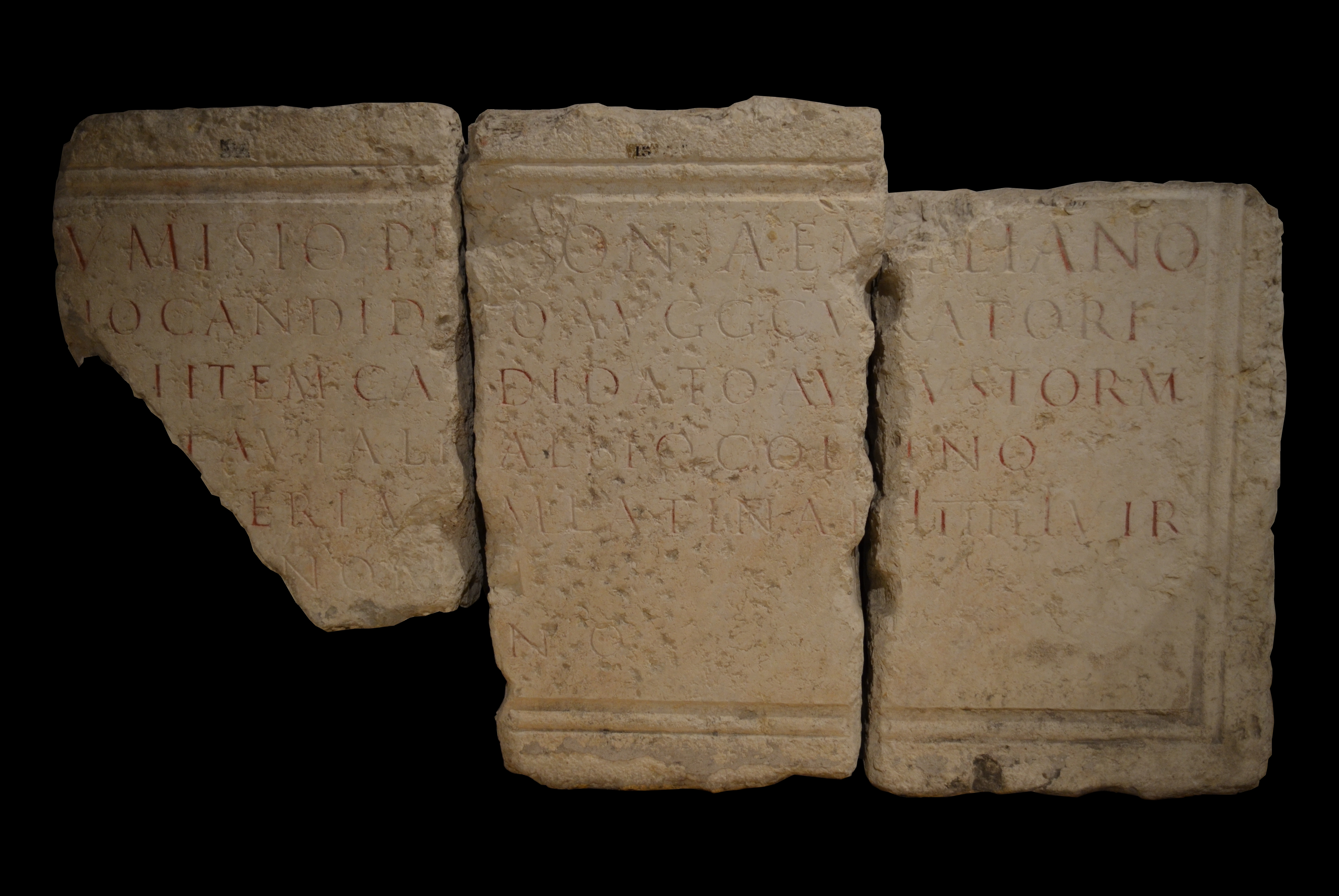
Musée gallo-romain de Fourvière (Lyon) - Trois fragments d'un piédestal découvert entre 1846 et 1847 en remploi dans le pont du Change à Lyon. Haut. 105cm ; long. 200cm. Epigraphik-Datenbank Clauss / Slaby propose la lecture : [L(ucio) Fulvio L(uci) f(ilio) Ouf(entina) Gavio N]umisio Pe[tr]on(io) Aemiliano / [c(larissimo) v(iro) praetori tutelar]io candidato Augg(ustorum) curatori / [r(ei) p(ublicae) col(oniae) Lugud(unensium) quaestor]i item ca[n]didato Au[g]ustorum / [pontif(ici) pro mag(istro) sodali F]laviali [s]al{l}io Col[l]ino / [IIIvir(o) a(uro) a(rgento) a(ere) f(lando) f(eriundo) praef(ecto) f]eriar[u]m Latinar(um) IIIIIIvir(o) / [turmae I equitum Roma]nor[u]m / [Lugudunenses patro]no. La Carte archéologique de la Gaule - 69/2 Lyon propose une lecture différente : [L(ucio) Fulvio Gavio N]umisio Pe[tr]on(io) Aemiliano / [v(iro) c(larissimo) praetori tutelar]io candid[a]to Aug(ustorum) curatori / [r(ei) p(ublicae) col(oniae) Lugud(unensium) quaestor]i item ca[n]didato Au[g]ustor(u)m / [pontif(ici) pro mag(istro) sodali F]laviali [S]allio Col[l]ino [IIIvir monetali a(uro) a(rgento) a(ere) f(lando) f(eriundo) praef(ecto) f]eria[ru]m Latinar(um) IIIIIIvir(o) / [turmae I equitum Roma]nor[u]m / [Lugudunenses patron]o. et sa traduction : A Lucius Fulvius Gavius Numisius Petronius Aemilianus, clarissime, préteur candidat des deux Augustes, chargé de juger les affaires de tutelle, curateur de la colonie de Lyon, questeur candidat également des mêmes Augustes, pontife promagister, membre de la confrérie des Flaviales, membre de la confrérie des Saliens du mont Collinus, triumvir monétaire, préfet des féries latines, sévir de la première turme des chevaliers romains. Les Lyonnais à leur patron.

Les Flaviales (en latin flavialis) étaient, dans la ville de Rome antique, les prêtres particulièrement attachés au culte des empereurs de la gens Flavia, de ceux du moins qui ont mérité les honneurs divins, Vespasien et son fils Titus. 
On trouve dans les inscriptions les expressions suivantes : sacerdos Titialis Flavialis, sacerdos Flavialis Titialis, sodalis Titialis, sodalis Flavialis. 
L'opinion courante est que ces différents termes sont synonymes et qu'ils désignent tous les membres d'un collège de sodales Flaviales, créé à Rome sur le modèle du collège des Augustales, et qui, destiné d'abord à honorer l'empereur Vespasien, aurait eu ensuite à desservir le culte de Titus : d'où l'adjonction du mot Titialis. 
Mais il est possible aussi qu'il faille distinguer deux prêtrises :
- le sacerdoce proprement dit, soit de Vespasien, soit de Titus, confié à un prêtre isolé (sacerdos), analogue au flamine romain des empereurs (les empereurs de la gens Flavia, qui n'était pas, comme la gens Julia, d'une origine divine, ont dû peut-être se contenter du simple ministère d'un sacerdos au lieu de l'honneur excessif d'un flamine) ;
- un collège de Titiales Flaviales, composé de quinze confrères, sodales, et particulièrement attribué au temple de la gens Flavia. C'est ce collège que Suétone nous montre entourant l'empereur Domitien lorsqu'il célébrait les jeux en l'honneur de Jupiter Capitolin. De ce collège dépendaient des serviteurs (calatores).

L'une et l'autre prêtrise paraissent réservées à des jeunes gens ou à des hommes de grande famille sénatoriale. Dans les villes, le collège des Augustales (seviri Augustales) ajoutait parfois à son nom traditionnel celui de Flaviales, pour bien montrer qu'il n'excluait pas de sa dévotion le culte des empereurs de la nouvelle dynastie. On peut conjecturer que l'organisation des prêtrises flaviennes, ou tout au moins celle du collège romain des Flaviales est l'œuvre de Domitien : il s'appliqua, avec plus de soin que de bonheur, à doter sa dynastie de la sanction divine qui manquait à son origine.

## Source
« Flaviales », dans Charles Victor Daremberg et Edmond Saglio (dir.), Dictionnaire des Antiquités grecques et romaines, 1877-1919 [détail de l’édition] (lire en ligne) (« quelques transcriptions d'articles », sur mediterranees.net)